# Campilita
La campilita es una variedad del mineral mimetita, una variedad intermedia entre la mimetesa, que es un arseniato de plomo conteniendo cloro y la piromorfita que es el fosfato de plomo típico.

## Hipótesis de pertenencia
Existiendo indudable isomorfismo químico entre la mimetesa y la piromorfita, se comprende fácilmente la existencia de una serie de compuestos intermediarios procedentes todos ellos de sustituciones regulares y recíprocas del arsénico por el fósforo y viceversa, originándose substancias minerales que contienen a la vez y combinados ambos con el plomo, los ácidos fosfórico y arsénico, y como asociado constante, muy limitadas proporciones de cloruro plúmbico: al grupo pertenecía la campilita.

## Hechos que entraron en contradicción con la citada hipótesis (sigloXIX)

### Hudgoat y Nassau
Se encontraron en Hudgoat y Nassau piromorfitas muy puras, que son fosfato de plomo enteramente exento de arsénico, pues ni trazas de tal cuerpo manifiestan los más sensibles reactivos( siglo XIX ) y todas ellas consideradas desde el punto de vista de sus propiedades ópticas uniejes, mientras que la mimetesa sin fósforo, es decir, el arseniato de plomo puro, sería bieje opticamente considerado (siglo XIX ).

### Trabajos de Lapparent
Según el geólogo e ingeniero de minas Albert Auguste Cochon de Lapparent, una lámina de mimetesa tallada en sentido normal del eje del prisma aparece formado por seis triángulos equilaterales, correspondiendo cada uno a un cristal rómbico de 120°, teniendo el plano AO paralelo al lado del hexágono, con bisectriz aguda paralela al eje senario el p<v.

### Observaciones de Jannettaz y Michel-Lévy
Según las observaciones del mineralogista y profesor de la Sorbona Édouard Jannettaz y del geólogo e inspector de minas Auguste Michel-Lévy, decir lo siguiente:
- Observaron según lo dicho anteriormente hechos análogos repetidamente
- Llegaron a establecer cuatro tipos caracterizados mediante sus propiedades ópticas particulares:
  - Piramorfitas puras uniejes, es decir, fosfato de plomo
  - Mimetesas puras biejes, formadas por el arseniato de plomo con o sin cloruro del propio metal
  - Mezclas notabilísimas que contiene piromorfita en el centro y mimetesa al exterior o en la superficie
  - Agrupaciones más complicadas, las cuales originan muchos cuerpos de composición intermedia entre el fosfato y el arseniato de plomo, cuya apariencia es como si sólo tuvieran un eje

### Procedimientos llamados de corrisión
Aplicando el arseniato más puro la mimetesa los procedimientos llamados de corrisión, resulta que este mineral, tenido como hexagonal, presenta no obstante, el mismo modo de hemiedría que la apatita, y todo ello vino a demostrar lo dicho a los mineralogistas del siglo XIX que tratándose de variedades intermedias no era posible fijar bien las características individuales.

## sigloXX
- Clasificación de Karl Strunz: Mineralogische Tabellen, 1941: variedad de mimetita (Clasificación de Strunz).